# Regering-Chaban-Delmas
De regering–Chaban-Delmas (Frans: Gouvernement Raymond Barre I) was de regering van de Franse Republiek van 20 juni 1969 tot 6 juli 1972.
| Ambtsbekleder                            | Ambtsbekleder            | Ambtsbekleder                        | Functie(s)                             | Ambtstermijn   | Ambtstermijn     | Partij |
| ---------------------------------------- | ------------------------ | ------------------------------------ | -------------------------------------- | -------------- | ---------------- | ------ |
|                                          | Jacques Chaban-Delmas    | Jacques Chaban- Delmas (1915–2000)   | Premier                                | 20 juni 1969   | 6 juli 1972      | UDR    |
|                                          | Michel Debré             | Michel Debré (1912–1996)             | Minister van Staat                     | 20 juni 1969   | 5 april 1973     | UDR    |
| Minister van Defensie                    | Michel Debré             | Michel Debré (1912–1996)             |                                        | 20 juni 1969   | 5 april 1973     | UDR    |
|                                          | Edmond Michelet          | Edmond Michelet (1899–1970)          | Minister van Staat                     | 20 juni 1969   | 9 oktober 1970   | UDR    |
| Minister van Cultuur                     | Edmond Michelet          | Edmond Michelet (1899–1970)          |                                        | 20 juni 1969   | 9 oktober 1970   | UDR    |
|                                          | Roger Frey               | Roger Frey (1913–1997)               | Minister van Staat                     | 5 april 1967   | 7 januari 1971   | UDR    |
| Minister voor Parlementaire Betrekkingen | Roger Frey               | Roger Frey (1913–1997)               |                                        | 5 april 1967   | 7 januari 1971   | UDR    |
|                                          | Raymond Marcellin        | Raymond Marcellin (1914–2004)        | Minister van Binnenlandse Zaken        | 31 mei 1968    | 1 maart 1974     | RI     |
|                                          | Maurice Schumann         | Maurice Schumann (1911–1998)         | Minister van Buitenlandse Zaken        | 20 juni 1969   | 5 april 1973     | UDR    |
|                                          | Valéry Giscard d'Estaing | Valéry Giscard d'Estaing (1926–2020) | Minister van Financiën                 | 20 juni 1969   | 27 mei 1974      | RI     |
| Minister van Economische Zaken           | Valéry Giscard d'Estaing | Valéry Giscard d'Estaing (1926–2020) |                                        | 20 juni 1969   | 27 mei 1974      | RI     |
|                                          | René Pleven              | René Pleven (1901–1993)              | Minister van Justitie                  | 20 juni 1969   | 5 april 1973     | CDP    |
| Zegelbewaarder                           | René Pleven              | René Pleven (1901–1993)              |                                        | 20 juni 1969   | 5 april 1973     | CDP    |
|                                          | Robert Boulin            | Robert Boulin (1920–1979)            | Minister van Volksgezondheid           | 20 juni 1969   | 6 juli 1972      | UDR    |
| Minister van Sociale Zaken               | Robert Boulin            | Robert Boulin (1920–1979)            |                                        | 20 juni 1969   | 6 juli 1972      | UDR    |
|                                          |                          | Joseph Fontanet (1921–1980)          | Minister van Arbeid en Werkgelegenheid | 20 juni 1969   | 6 juli 1972      | CDP    |
|                                          | Olivier Guichard         | Olivier Guichard (1920–2004)         | Minister van Onderwijs                 | 20 juni 1969   | 6 juli 1972      | UDR    |
|                                          | François-Xavier Ortoli   | François- Xavier Ortoli (1925–2007)  | Minister van Wetenschap                | 20 juni 1969   | 6 juli 1972      | UDR    |
| Minister voor Industriële Zaken          | François-Xavier Ortoli   | François- Xavier Ortoli (1925–2007)  |                                        | 20 juni 1969   | 6 juli 1972      | UDR    |
|                                          |                          | Raymond Mondon (1914–2004)           | Minister van Transport                 | 20 juni 1969   | 31 december 1970 | RI     |
|                                          | Jean Chamant             | Jean Chamant (1913–2010)             | Minister van Transport                 | 7 januari 1971 | 6 juli 1972      | UDR    |
|                                          |                          | Albin Chalandon (1920–2020)          | Minister van Huisvesting               | 11 juli 1968   | 6 juli 1972      | UDR    |
|                                          |                          | Jacques Duhamel (1924–1977)          | Minister van Landbouw en Visserij      | 20 juni 1969   | 7 januari 1971   | CDP    |
|                                          | Michel Cointat           | Michel Cointat (1921–2013)           | Minister van Landbouw en Visserij      | 7 januari 1971 | 6 juli 1972      | CDP    |
|                                          | André Bettencourt        | André Bettencourt (1919–2007)        | Minister van Cultuur                   | 9 oktober 1970 | 7 januari 1971   | RI     |
|                                          |                          | Jacques Duhamel (1924–1977)          | Minister van Cultuur                   | 7 januari 1971 | 5 april 1973     | CDP    |
|                                          | Henri Duvillard          | Henri Duvillard (1910–2001)          | Minister voor Veteranenzaken           | 5 april 1967   | 6 juli 1972      | UDR    |
|                                          |                          | Robert Galley (1921–2012)            | Minister voor Post                     | 20 juni 1969   | 6 juli 1972      | UDR    |